# Bandera d'Iowa
La bandera d'Iowa consisteix en tres franges verticals de color blau, blanc i vermell, reflectint la història d'Iowa com a part de la Louisiana francesa, amb la imatge d'un àguila calba amb un llaç en què es llegeix la frase Our Liberties we prize and our rights we will mantain ("Les nostres llibertats vam guanyar i els nostres drets mantindrem"), presa del segell estatal, al centre de la franja blanca. La paraula "Iowa", en majúscules vermelles, es troba directament a sota.
La bandera, aprovada en primera instància al maig de 1917 pel Consell per la Defensa de l'Estat d'Iowa, va ser adoptada oficialment el 1921. Va ser dissenyada per Dixie Debhardt membre de les Filles de la Revolució Americana d'Iowa.
El 2001, una enquesta duta a terme per l'Associació Vexil·lològica Nord-americana va col·locar la bandera d'Iowa en la posició 42 entre el disseny de 72 altres banderes d'entre els EUA i el Canadà.